# Альдо Бузі
Альдо Бузі (італ. Aldo Busi, 25 лютого 1948, Монтік'ярі, Італія) — сучасний італійський письменник, колумніст, репортер.

## Біографія
Народився Альдо Бузі 25 лютого 1948 року в місті Монтік'ярі (регіон Ломбардія, провінція Брешія, Італія). Через бідність був змушений у 14 років покинути школу. Працював офіціантом та помічником кухаря, коли жив у Франції, Великій Британії, Іспанії, США та Німеччині. За кордоном вивчав мови. Повернувшись до Італії, працював перекладачем. Закінчив факультет іноземних мов та літератури у Веронському університеті, захистивши дисертацію про американського поета Джона Ешбері (англ. John Ashbery). 
Альдо Бузі ставить роман у центр своєї постановки, оскільки вважає його найвищою формою літератури за складністю структури, естетичним змістом та виразною гнучкістю. Близький спостерігач суспільства і звичаїв, особливо італійських, його герої відображають глибоке психологічне розуміння, а їх вигаданий контекст окреслений яскравим імпресіоністичним реалізмом..
Його особисті дослідження як дослідника мов і як перекладача іноземних мов спонукають його також перекладати деякі твори італійського Середньовіччя та епохи Відродження, наприклад, «Декамерон» Боккаччо. 
У 2006 р. літературознавець Марко Каваллі пише першу монографію про Альдо Бузі під назвою Busi in corpo 11, де описує, аналізує та коментує всю творчість письменника.

## Нагороди та премії
- 1984 р. – Premio Mondello
- 2002 р. – Premio Frignano
- 2013 р. – Premio Boccaccio

## Творчість

### Романи
- Seminar on Youth (Seminario sulla gioventù), translated by Stuart Hood, London, Faber and Faber, 1989, ISBN 0571152899
- The Standard Life of a Temporary Pantyhose Salesman (Vita standard di un venditore provvisorio di collant), translated by Raymond Rosenthal, New York, Farrar, Straus & Giroux, 1988; London, Faber and Faber, 1990, ISBN 0374528195
- La delfina bizantina, Milan, Mondadori, 1986.
- Vendita galline Km 2, Milan, Mondadori, 1993.
- Suicidi dovuti, Milan, Frassinelli, 1996.
- Casanova di se stessi, Milan, Mondadori, 2000.
- El especialista de Barcelona, Milan, Dalai Editore, 2012.

### Історії з подорожей
- Sodomies in Elevenpoint (Sodomie in corpo 11), translated by Stuart Hood, London, Faber and Faber, 1992, ISBN 0571142052
- Uses and Abuses (Altri abusi), translated by Stuart Hood, London, Faber and Faber, 1997, ISBN 0571179053
- Cazzi e canguri (pochissimi i canguri), Milan, Frassinelli, 1994.
- Aloha!!!!! (gli uomini, le donne e le Hawaii), Milan, Bompiani, 1998.
- La camicia di Hanta, Milan, Mondadori, 2003.
- E io, che ho le rose fiorite anche d'inverno?, Milan, Mondadori, 2004.
- Bisogna avere i coglioni per prenderlo nel culo, Milan, Mondadori, 2006.

### Посібники «для ідеального людства»
- Manuale del perfetto Gentilomo, Milan, Sperling & Kupfer, 1992.
- Manuale della perfetta Gentildonna, Milan, Sperling & Kupfer, 1994.
- Nudo di madre, Milan, Bompiani, 1997.
- Manuale della perfetta mamma, Milan, Mondadori, 2000.
- Manuale del perfetto papà, Milan, Mondadori, 2001.
- Manuale del perfetto single, Milan, Mondadori, 2002.

### Інші твори
- Pâté d'homme (play), Milan, Mondadori, 1989.
- L'amore è una budella gentile (short novel), Milan, Leonardo, 1991.
- Sentire le donne (collection of stories), Milan, Bompiani, 1991.
- Le persone normali (essay), Milan, Mondadori, 1992.
- Madre Asdrubala (fable), Milan, Mondadori, 1995.
- La vergine Alatiel (screenplay), Milan, Mondadori, 1996.
- L'amore trasparente. Canzoniere (song book), Milan, Mondadori, 1997.
- Per un'Apocalisse più svelta (essay), Milan, Bompiani, 1999.
- Un cuore di troppo (short novel), Milan, Mondadori, 2001.
- La signorina Gentilin dell'omonima cartoleria (short novel), Milan, Oscar Mondadori, 2002.
- Guancia di tulipano (fable), Milan, Oscar Mondadori, 2003.
- Aaa! (collection of stories), Milan, Bompiani, 2010.
- E baci (essay), Rome, Editoriale Il Fatto, 2013.
- Vacche amiche (self-portrayal), Venice, Marsilio Editore, 2015.
- L'altra mammella delle vacche amiche (self-portray), Venice, Marsilio Editore, 2015.
- Le consapevolezze ultime (essay), Turin, Einaudi, 2018.